# Gioan Ðat
Svatý Gioan Ðat (asi 1765, Đồng Chuối – 28. října 1798, Chợ Rạ) byl vietnamský římskokatolický kněz a mučedník.

## Život
Narodil se asi roku 1765 v Đồng Chuối v provincii Thanh Hóa. Vstoupil do semináře pravděpodobně vedeném Společenstvím zahraničních misií v Paříži a roku 1798 byl vysvěcen na kněze. Po vyhlášení pronásledování křesťanů ve Vietnamu byl ve stejný rok zatčen a za svoji víru 28. října odsouzen k smrti a umučen.
Více informací není známo.

## Úcta
V Martyrologium Romanum se píše:
| „ | Na území Chợ Rạ ve Vietnamu, svatý Gioan Ðat, kněz a mučedník, který byl popraven za Krista | “ |

Dne 19. června 1988 jej papež sv. Jan Pavel II. svatořečil ve skupině 117 vietnamských mučedníků.